# Исидор Штајнхарт
Исидор Штајнхарт (Загреб, Аустроугарска, 1872. — Загреб, Федеративна Народна Република Југославија, 1958) био је новинар и аустроугарски шпијун јеврејског поријекла.

## Породица
Син је Мавра Штајнхарда (Mavro Steinhardt) и Регине Штајнхарт (Regina Steinhardt). Супруга му је била Берта. Браћа: Јакоб, Ернест, Алфред, Шандор и Рихард, као и троје других.

## Каријера
Као дописник бечког листа „Цајт“ неко вријеме живио је у Београду. Његово писање за “Цајт” било је у складу с налозима које је добијао из посланства. Пошто га је србијанска полиција протјерала из земље, настанио се у Земуну и наставио да ради по задацима аустроугарске службе. У септембру 1911. године, Делфа Иванић и Живојин Дачић су ишли возом преко Брода на Сави на сахрану велике српске добротворке Паулине Ирби у Сарајево. На жељезничкој станици у Броду су видјели злогласног новинара Исидора Штајнхарта,  београдског дописника бечкога „Цајт-а“ коме је раније било отказано гостопримство у Београду, због његовог непријатељског држања у односу на Краљевину Србију и српски народ. Чим су видјели да је ушао у телефонску кабину, знали су да ће имати проблема. То се и десило, јер им је у Сарајеву било забрањено да одрже опроштајне говоре, које су због краткоће времена писали у возу.